# Бармис, Клинт
Клинт Харольд Бармис (англ. Clint Harold Barmes, 6 марта 1979, Винсенс, Индиана) — американский бейсболист. Выступал в Главной лиге бейсбола с 2003 по 2015 год на позициях шортстопа и игрока второй базы за клубы «Колорадо Рокиз», «Хьюстон Астрос», «Питтсбург Пайрэтс» и «Сан-Диего Падрес».
Также играл в чемпионате зимней лиги в Доминиканской Республике. 
Племянник бейсболиста Брюса Бармиса. После завершения карьеры работает детским тренером.

## Биография

### Ранние годы и начало карьеры
Клинт Харольд Бармис родился 6 марта 1979 года в Винсенсе, штат Индиана. Он был старшим из двух сыновей в семье. Его назвали в честь любимого актёра матери — Клинта Иствуда. Его отец, Барри, в прошлом был спортсменом, два года играл в бейсбол за команду колледжа Уобаш-Вэлли. Он тренировал сына до его перехода в старшую школу. Дядя Клинта, Брюс, был профессиональным бейсболистом, проведшим более тысячи матчей в младших лигах и игравшим в составе «Вашингтон Сенаторз».
Серьёзно заниматься бейсболом Клинт начал в возрасте семи лет, играл в различных детских лигах. С девяти до двенадцати лет он играл в Лиге Бамбино, выходя на поле на позициях шортстопа, аутфилдера и питчера. В каждый из четырёх сезонов он включался в сборную звёзд турнира. Во время учёбы в старшей школе Клинт также играл в баскетбол на позиции атакующего защитника, в составе команды выходил в плей-офф чемпионата штата.
После окончания школы он поступил в начальный колледж Олни в Иллинойсе, предложивший ему спортивную стипендию. На первом курсе Бармис занимался двумя видами спорта, но на втором курсе решил сосредоточиться на бейсболе. За два года обучения он установил восемь рекордов колледжа и после его окончания получил приглашение в Университет штата Индиана. После одного сезона в составе «Индиана Стейт Сикаморс», в 2010 году, Клинт был выбран на драфте МЛБ клубом «Колорадо Рокиз».

### Начало карьеры
Первым клубом в профессиональной карьере Бармиса стал «Портленд Рокиз», игравший в Северо-Западной лиге. Уже по ходу дебютного сезона его перевели в команду уровнем выше — «Ашвилл Туристс». К концу 2002 года Клинт продвинулся в системе «Рокиз» до уровня АА-лиги, где играл за «Каролину Мадкэтс». Несмотря на перелом руки, из-за которого он пропустил три недели, Бармис стал лучшим в команде с пятнадцатью выбитыми хоум-ранами и был включён в сборную звёзд Южной лиги.
После окончания сезона 2002 года Бармис был включён в расширенный состав «Колорадо» из сорока игроков. Весной следующего года он перешёл в ААА-лигу в «Колорадо-Спрингс Скай Сокс». По итогам сезона Клинт стал лидером лиги по числу выбитых даблов и осенью впервые был вызван в основной состав «Рокиз». В Главной лиге бейсбола он дебютировал 5 сентября 2003 года в матче против «Лос-Анджелес Доджерс».
Весенние сборы 2004 года Клинт провёл с основным составом «Рокиз», но перед началом чемпионата снова был отправлен в «Колорадо-Спрингс». До августа он играл в Лиге Тихоокеанского побережья, отбивая с показателем 32,8 % и отметившись 16 хоум-ранами и 175 хитами. Бармис также вошёл в сборную звёзд лиги. В 2010 году его включили в символическую команду десятилетия «Скай Сокс».

### Колорадо Рокиз
Игроком основного состава команды Клинт стал весной 2005 года. Тогда же, во время сборов, он познакомился со своей будущей супругой Саммер. По ходу первого месяца регулярного чемпионата Бармис отбивал с показателем 41,0 %, выбил четыре хоум-рана и набрал RBI. В апреле он был признан лучшим новичком Национальной лиги. Его называли кандидатом на участие в Матче всех звёзд и претендентом на приз лучшему новичку по итогам сезона, но 5 июня Клинт упал с лестницы у себя дома и сломал ключицу. Вернуться на поле он смог только в сентябре. После завершения сезона в США, Бармис уехал играть в Доминиканскую зимнюю лигу. Позднее он говорил, что этот опыт помог ему лучше понять игроков-иностранцев, приезжающих в МЛБ.

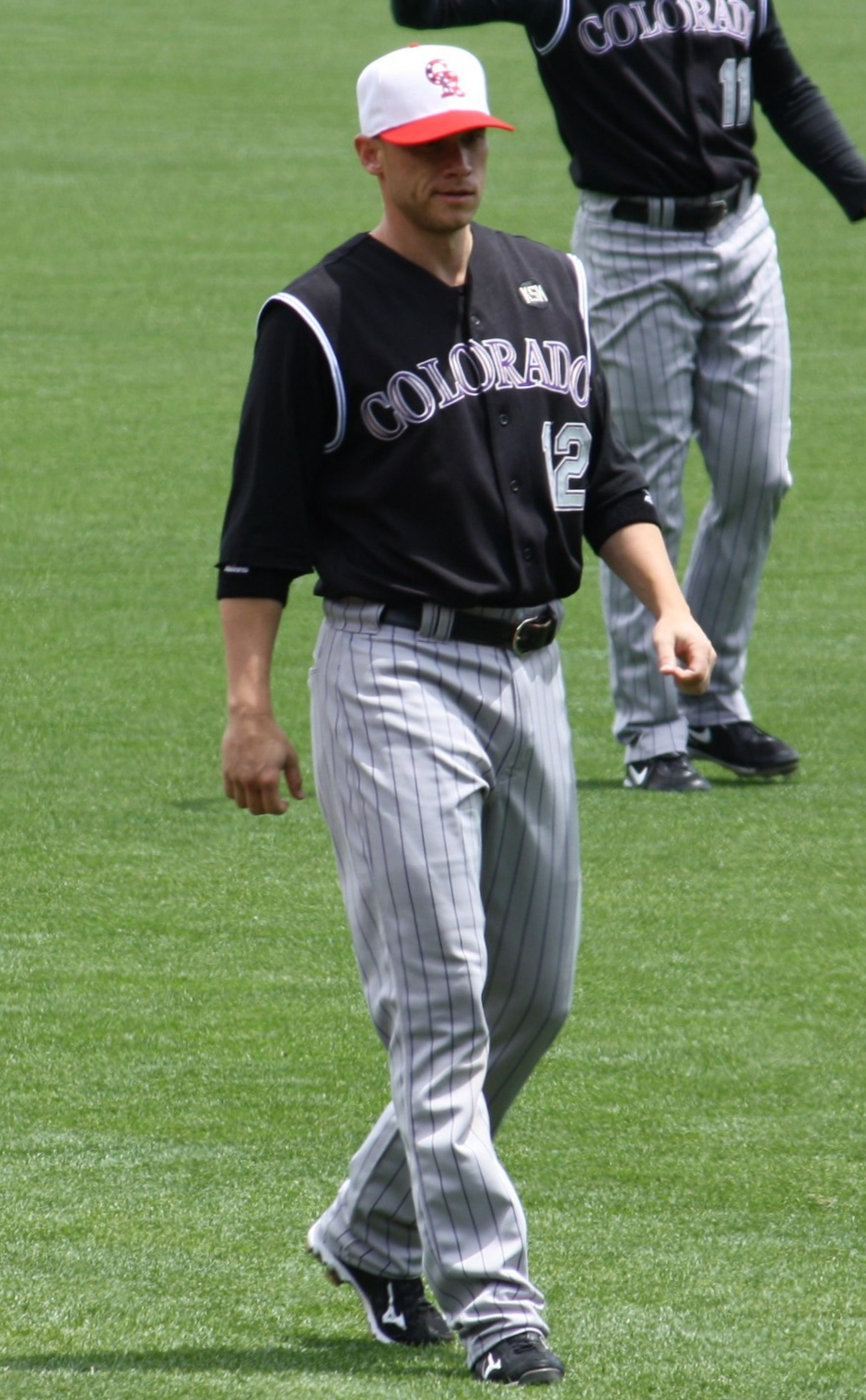
Бармис в составе «Колорадо», 2010 год.

В 2006 году Клинт проявил себя как один из лучших игроков защиты в лиге, но отбивал слабо, всё ещё испытывая дискомфорт после перелома. В том же году в составе «Рокиз» дебютировал Трой Туловицки, который быстро занял место основного шортстопа. В декабре он и Саммер сыграли свадьбу, а следующей осенью у них родился сын. Большую часть 2007 года Бармис провёл в «Скай Сокс», принимал участие в Матче всех звёзд ААА-лиги. В «Колорадо» он вернулся в сентябре и остался в заявке на игры плей-офф и Мировой серии, но на поле в них не выходил.
Весной 2008 года Клинт пробовал себя на позиции игрока второй базы, но проиграл конкуренцию Джейсону Никсу. Тот начал сезон в стартовом составе и выходил на поле в течение первых трёх недель сезона, проведя их не лучшим образом. После этого Бармис вернулся в основной состав. По итогам года он показал лучший в своей карьере OPS 79,0 %. В 2009 году он провёл за клуб 154 игры, установив личные рекорды по числу хоум-ранов (23), даблов (32) и RBI (76). После окончания сезона Клинт продлил контракт с «Колорадо» ещё на год.
Сезон 2010 года стал для него последним в «Рокиз». В конце августа Бармис уступил место в основном составе и, в основном, выходил на замену в концовках игр, когда требовалась надёжность в защите. Уже после окончания регулярного чемпионата, с интервалом в неделю, у Клинта родилась дочь, а затем от рака лёгких скончался отец. 18 ноября его обменяли в «Хьюстон Астрос» на питчера Фелипе Паулино.

### Хьюстон и Питтсбург

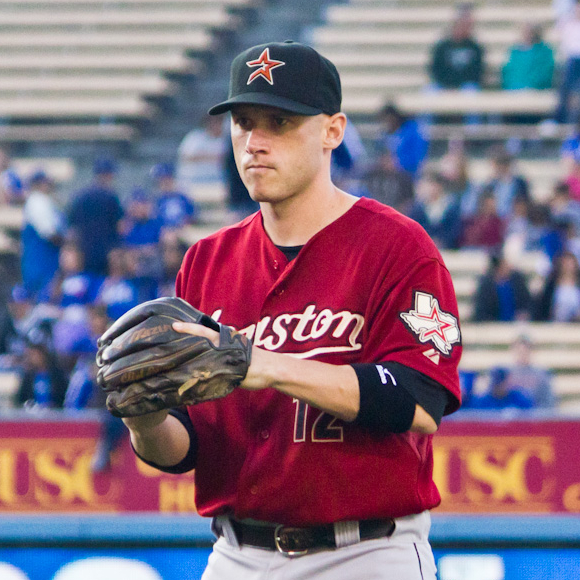
В игре за «Хьюстон».

В составе «Хьюстона» Клинт провёл сезон 2011 года. Во время одной из предсезонных игр он получил перелом руки после того, как в него попал мячом питчер «Нью-Йорк Янкис» Иван Нова. Из-за травмы Бармис пропустил месяц. Вернувшись на позицию основного шортстопа клуба, он не покидал её до конца чемпионата. В играх сезона он отбивал с показателем 24,4 %, выбил двенадцать хоум-ранов и по-прежнему оставался одним из лучших игроков защиты в Национальной лиге. После окончания чемпионата Клинт получил статус свободного агента. «Астрос» не стали делать ему предложение и он подписал двухлетний контракт с «Питтсбургом». Руководству клуба его порекомендовал главный тренер Клинт Хердл, работавший с Бармисом в «Рокиз».
В 2012 году в составе «Пайрэтс» Клинт был игроком основного состава, сыграв в 144 матчах. В следующем году он начал делить игровое время с новичком клуба Джорди Мерсером, выступая для него в качестве своеобразного наставника. Перед началом сезона 2014 года Бармис подписал с клубом новый годичный контракт на 2 млн долларов, уже в роли запасного шортстопа. После завершения чемпионата он получил статус свободного агента.

### Завершение карьеры
Весной 2015 года Бармис, которому было уже тридцать шесть лет, подписал контракт с «Сан-Диего Падрес». Одним из памятных моментов сезона стала игра в Питтсбурге 7 июля. Когда Клинт выходил на поле болельщики встретили его аплодисментами, а сотрудники стадиона включили мелодию Don't Stop Believin' группы Journey, под которую он выходил отбивать, будучи игроком «Пайрэтс».
В 2016 году он подписал контракт с «Канзас-Сити Роялс», но по итогам сборов не пробился в состав команды. Клинт провёл двадцать девять игр в составе «Омахи» в ААА-лиге и 23 мая объявил о завершении игровой карьеры.

### После бейсбола
Завершив карьеру, Клинт с семьёй поселился в Миде, в тридцати пяти милях от Денвера. Большую часть своего времени он работает в качестве тренера детских команд. В 2017 году «Колорадо Рокиз» пригласил Бармиса для объявления выбранных на драфте игроков. Также он принимал участие в торжественных мероприятиях, посвящённых двадцатипятилетию клуба.